# Emma McKeon
Pour les articles homonymes, voir McKeon.
Emma McKeon, née le 24 mai 1994 à Wollongong, est une nageuse australienne, spécialiste des épreuves de nage libre. Elle est quadruple championne olympique aux Jeux de Tokyo 2020, conservant avec l'équipe d'Australie le titre du relais 4 × 100 m nage libre et obtenant celui sur le 4 × 100 m 4 nages, et réalise le doublé 50 m / 100 m nage libre. Avec un total de sept podiums dans ces Jeux, elle est tous sexes confondus la nageuse qui compte le plus grand nombre de médailles.

## Carrière
En 2013, elle participe à la finale du relais 4 × 100 m nage libre des Championnats du monde en compagnie de Cate Campbell, Bronte Campbell et Alicia Coutts et remporte la médaille d'argent. Championne du monde du relais 4 × 100 m avec l'Australie aux Mondiaux de Kazan 2015, elle confirme l'année suivante aux Jeux olympiques de Rio 2016 où elle l'emporte en finale avec Brittany Elmslie, Bronte Campbell et Cate Campbell, battant les États-Unis en établissant un nouveau record du monde (3 min 30 s 65). Cinq ans plus tard, les Australiennes (McKeon, Bronte et Cate Campbell, Meg Harris) s'imposent à nouveau  en finale à Tokyo en améliorant le record du monde (3 min 29 s 69). Quatre jours après, Emma McKeon s'adjuge son premier grand titre individuel en s'imposant en finale du 100 m nage libre. Elle prend rapidement la tête de la course et la conserve jusqu'au bout, établissant un nouveau record olympique (51 s 96) devant Siobhan Haughey (52 s 27) et sa coéquipière Cate Campbell (52 s 52).
En août 2022, elle devient avec 20 récompenses la sportive la plus médaillée de l'histoire des Jeux du Commonwealth. En décembre, elle participe aux championnats du monde en petit bassin de Melbourne. Elle y remporte sept médailles dont quatre en or. Ses quatre titres sont par équipes en 4 × 100 m nage libre et en 4 × 50 m quatre nages ainsi qu'en individuel sur 50 m et 100 m nage libre. Sur le 50 m nage libre, son temps de 23 s 04 constitue un nouveau record d'Océanie.

## Palmarès

### Jeux olympiques
- Jeux olympiques d'été de 2016 à Rio de Janeiro :
  -  Médaille d'or du relais 4 × 100 m nage libre.
  -  Médaille d'argent du relais 4 × 200 m nage libre.
  -  Médaille d'argent du relais 4 × 100 m 4 nages.
  -  Médaille de bronze du 200 m nage libre.

- Jeux olympiques d'été de 2020 à Tokyo :
  -  Médaille d'or du 50 m nage libre.
  -  Médaille d'or du 100 m nage libre.
  -  Médaille d'or du relais 4 × 100 m nage libre.
  -  Médaille d'or du relais 4 × 100 m 4 nages.
  -  Médaille de bronze du 100 m papillon.
  -  Médaille de bronze du 4 × 100 m 4 nages mixte.
  -  Médaille de bronze du 4 × 200 m nage libre.

- Jeux olympiques d'été de 2024 à Paris :
  -  Médaille d'or du relais 4 × 100 m nage libre.

### Championnats du monde

#### Grand bassin
- Championnats du monde 2013 à Barcelone :
  -  Médaille d'argent du relais 4 × 100 m nage libre.
  -  Médaille d'argent du relais 4 × 200 m nage libre[6].
  -  Médaille d'argent du relais 4 × 100 m quatre nages[6].

- Championnats du monde 2015 à Kazan :
  -  Médaille d'or du relais 4 × 100 m nage libre.
  -  Médaille de bronze du relais 4 × 100 m quatre nages.

- Championnats du monde 2017 à Budapest :
  -  Médaille d'argent du 200 m nage libre.
  -  Médaille d'argent du 100 m papillon.
  -  Médaille d'argent du relais 4 × 100 m nage libre.
  -  Médaille d'argent du relais 4 × 100 m quatre nages mixte.
  -  Médaille de bronze du relais 4 × 200 m nage libre.
  -  Médaille de bronze du relais 4 × 100 m quatre nages.

- Championnats du monde 2019 à Gwangju :
  -  Médaille d'or du relais 4 × 100 m nage libre.
  -  Médaille d'or du relais 4 × 200 m nage libre.
  -  Médaille d'or du relais 4 × 100 m quatre nages mixte.
  -  Médaille d'argent du relais 4 × 100 m quatre nages.
  -  Médaille d'argent du relais 4 × 100 m nage libre mixte.
  -  Médaille de bronze du 100 m papillon.

- Championnats du monde 2023 à Fukuoka :
  -  Médaille d'or du relais 4 × 100 m nage libre.
  -  Médaille d'argent du relais 4 × 100 m quatre nages.
  -  Médaille d'argent du relais 4 × 100 m quatre nages mixte[6].

#### Petit bassin
- Championnats du monde 2010 à Dubai :
  -  Médaille de bronze du relais 4 × 100 m quatre nages[6].

- Championnats du monde 2022 à Melbourne :
  -  Médaille d'or du 50 m nage libre.
  -  Médaille d'or du 100 m nage libre.
  -  Médaille d'or du relais 4 × 100 m nage libre.
  -  Médaille d'or du relais 4 × 50 m quatre nages.
  -  Médaille d'argent du relais 4 × 50 m nage libre.
  -  Médaille d'argent du relais 4 × 100 m quatre nages.
  -  Médaille d'argent du relais 4 × 50 m nage libre mixte.

### Championnats pan-pacifiques
- Championnats pan-pacifiques 2014 à Gold Coast :
  -  Médaille d'argent du relais 4 × 200 m nage libre.
- Championnats pan-pacifiques 2018 à Tokyo :
  -  Médaille d'or du relais 4 × 100 m nage libre.
  -  Médaille d'or du relais 4 × 200 m nage libre.
  -  Médaille d'or du relais 4 × 100 m quatre nages.
  -  Médaille d'or du relais 4 × 100 m quatre nages mixte.
  -  Médaille de bronze du 50 m nage libre.
  -  Médaille de bronze du 100 m papillon.

### Jeux du Commonwealth
- Jeux du Commonwealth de 2014 à Glasgow :
  -  Médaille d'or du 200 m nage libre.
  -  Médaille d'or du relais 4 × 100 m nage libre.
  -  Médaille d'or du relais 4 × 200 m nage libre.
  -  Médaille d'or du relais 4 × 100 m quatre nages.
  -  Médaille de bronze du 100 m nage libre.
  -  Médaille de bronze du 100 m papillon.

- Jeux du Commonwealth de 2018 à Gold Coast :
  -  Médaille d'or du 100 m papillon.
  -  Médaille d'or du relais 4 × 100 m nage libre.
  -  Médaille d'or du relais 4 × 200 m nage libre.
  -  Médaille d'or du relais 4 × 100 m quatre nages.
  -  Médaille de bronze du 200 m nage libre.
  -  Médaille de bronze du 200 m papillon.

- Jeux du Commonwealth de 2022 à Birmingham :
  -  Médaille d'or du 50 m nage libre.
  -  Médaille d'or du 50 m papillon.
  -  Médaille d'or du relais 4 × 100 m nage libre.
  -  Médaille d'or du relais 4 × 100 m quatre nages.
  -  Médaille d'or du relais 4 × 100 m nage libre mixte.
  -  Médaille d'or du relais 4 × 100 m quatre nages mixte.
  -  Médaille d'argent du 100 m papillon.
  -  Médaille de bronze du 100 m nage libre.